# وليد الأحمد
وليد عبد الوهاب الأحمد (مواليد 3 مايو 1999)، مدافع كرة قدم سعودي يلعب في نادي التعاون.

## مسيرة اللاعب
بدأ اللاعب في الفئات السنية في نادي الهلال و وصل للفريق الأول في عام 2019.

### برنامج الابتعاث الخارجي
انضم لبرنامج الابتعاث السعودي لكرة القدم 2019 مع مجموعة من اللاعبين للابتعاث الخارجي لاكتساب الخبرات و المشاركة أمام فرق من مختلف الدرجات في إسبانيا وغيرها من الدول الأوروبية.

### عودته من الابتعاث
عاد من الابتعاث للمشاركة مع نادي الهلال في صيف 2020 و انضم للفريق الأول.

### نادي الفيصلي
إنتقل إلى نادي الفيصلي في صيف 2020.

## روابط خارجية
- وليد الأحمد على موقع قاعدة بيانات كرة القدم.إي يو (الإنجليزية)
- وليد الأحمد على موقع ناشيونال فوتبول تيمز (الإنجليزية)
- وليد الأحمد على موقع Soccerway.com (الإنجليزية)
- وليد الأحمد على موقع عالم كرة القدم.نت (الإنجليزية)
- وليد الأحمد على موقع كووورة